# Eliel Peretz
Eliel Peretz (in ebraico אליאל פרץ‎?; Bat Yam, 18 novembre 1996) è un calciatore israeliano, centrocampista dell'Hapoel Be'er Sheva e della nazionale israeliana.

## Carriera

### Club
Ha giocato nella massima serie israeliana e in quella austriaca.

### Nazionale
Tra il 2016 e il 2017 ha giocato 9 partite con la nazionale israeliana Under-21, realizzandovi anche due reti.

## Statistiche

### Presenze e reti nei club
Statistiche aggiornate al 12 luglio 2024.
| Stagione                | Squadra                 | Campionato              | Campionato | Campionato | Coppe nazionali | Coppe nazionali | Coppe nazionali | Coppe continentali | Coppe continentali | Coppe continentali | Altre coppe | Altre coppe | Altre coppe | Totale | Totale |
| Stagione                | Squadra                 | Comp                    | Pres       | Reti       | Comp            | Pres            | Reti            | Comp               | Pres               | Reti               | Comp        | Pres        | Reti        | Pres   | Reti   |
| ----------------------- | ----------------------- | ----------------------- | ---------- | ---------- | --------------- | --------------- | --------------- | ------------------ | ------------------ | ------------------ | ----------- | ----------- | ----------- | ------ | ------ |
| 2015-2016               | Maccabi Tel Aviv        | LhA                     | 2          | 0          | CI+TC           | 2+0             | 0               | UCL                | -                  | -                  |             | -           | -           | 4      | 0      |
| 2016-2017               | Maccabi Tel Aviv        | LhA                     | 9          | 0          | CI+TC           | 4+5             | 0               | UEL                | 2                  | 0                  |             | -           | -           | 20     | 0      |
| giu.-set. 2017          | Maccabi Tel Aviv        | LhA                     | 0          | 0          | CI+TC           | 0+3             | 0               | UEL                | 2                  | 0                  |             | -           | -           | 5      | 0      |
| 2017-2018               | Bnei Yehuda             | LhA                     | 22         | 1          | CI+TC           | 1+2             | 0               |                    | -                  | -                  |             | -           | -           | 25     | 1      |
| lug. 2018               | Maccabi Tel Aviv        | LhA                     | 0          | 0          | CI+TC           | 0+1             | 0               | UEL                | -                  | -                  |             | -           | -           | 1      | 0      |
| Totale Maccabi Tel Aviv | Totale Maccabi Tel Aviv | Totale Maccabi Tel Aviv | 11         | 0          |                 | 15              | 0               |                    | 4                  | 0                  |             | -           | -           | 30     | 0      |
| 2018-2019               | Hapoel Hadera           | LhA                     | 29         | 4          | CI+TC           | 5+0             | 1+0             |                    | -                  | -                  |             | -           | -           | 34     | 5      |
| 2019-2020               | Hapoel Hadera           | LhA                     | 22         | 9          | CI+TC           | 0+5             | 0+1             |                    | -                  | -                  |             | -           | -           | 27     | 10     |
| Totale Hapoel Hadera    | Totale Hapoel Hadera    | Totale Hapoel Hadera    | 51         | 13         |                 | 10              | 2               |                    | -                  | -                  |             | -           | -           | 61     | 15     |
| 2020-2021               | Wolfsberger             | BL                      | 15         | 4          | CA              | 3               | 0               | UEL                | 6                  | 0                  |             | -           | -           | 24     | 4      |
| 2021-2022               | Wolfsberger             | BL                      | 28         | 7          | CA              | 5               | 0               |                    | -                  | -                  |             | -           | -           | 33     | 7      |
| Totale Wolfsberger      | Totale Wolfsberger      | Totale Wolfsberger      | 43         | 11         |                 | 8               | 0               |                    | 6                  | 0                  |             | -           | -           | 57     | 11     |
| 2022-2023               | Hapoel Haifa            | LhA                     | 23         | 2          | CI              | 1               | 0               |                    | -                  | -                  |             | -           | -           | 24     | 2      |
| 2023-2024               | Apollōn Limassol        | A                       | 34         | 8          | CC              | 3               | 0               |                    | -                  | -                  |             | -           | -           | 37     | 8      |
| Totale carriera         | Totale carriera         | Totale carriera         | 184        | 35         |                 | 40              | 2               |                    | 10                 | 0                  |             | -           | -           | 234    | 37     |

## Palmarès
- Coppa d'Israele: 1

Hapoel Be'er Sheva: 2024-2025